# Forests de fulla ampla i mixtes de la Meseta de Guizhou
Els boscos mixts i caducifolis de l'altiplà de Guizhou són una ecoregió de l'ecozona paleàrtica, definida pel WWF (codi d'ecoregió: PA0101), situat a les províncies xineses de Guizhou, Hunan i Hubei

## Territori
L'altiplà de Guizhou, situat a una altitud entre 1000 i 1400 m, es caracteritza per un paisatge calcari càrstic format per turons i conques intermontanes. S'aixeca a l'est de l'altiplà més alt de Yunnan i al sud del Iang-Tsè (riu Blau). El relleu consta de turons inaccessibles i pinacles aïllats profundament gravats per les valls fluvials. L'àrea està esquitxada de coves i dolines i molts rius locals es troben en part sota terra. La pedra calcària és d'origen paleozoic. La regió es va aixecar durant el Cenozoic després de la col·lisió entre l'Índia i Àsia, i en temps més recents va romandre exposada i erosionada fins que va assumir el seu aspecte actual. La porositat del substrat, el clima suau i les condicions atmosfèriques caracteritzades per una gran nuvolositat (el cel està cobert més de 200 dies a l'any) són responsables de l'ecologia particular de l'ecoregió. Tot i que l'altiplà rep una gran quantitat de pluges, les zones càrstiques estan subjectes a períodes de sequera, ja que la pedra calcària no té la capacitat de retenir bé l'aigua. L'aigua que es podria acumular sobre un substrat granític, aquí es filtra ràpidament a través de les calcàries poroses i esdevé inútil per a les plantes.

## Flora
La vegetació està formada per boscos caducifolis-perennifolis subtropicals formats per espècies tolerants al sòl calcari. El mantell original (actualment en gran part extingit) estava dominat per arbres dels Fagàcies (Castanopsis, Quercus, Cyclobalanopsis), Lauràcies (Phoebe, Eugenia) i Teàcies (Schima, Camellia). A altituds més baixes, hi ha espècies més característiques dels boscos tropicals estacionals (Sterculia, Erythrina, Ficus, Eugenia i Helicia) o dels boscos secundaris (Albizzia, Rhus, Cornus, Liquidambar).
Els boscos de coníferes tropicals creixen a les regions de l'est i nord de l'ecoregió. Entre les espècies més importants recordem el pi roig xinès (Pinus massoniana) al nord i l'est i el pi de Yunnan (P. yunnanensis) al sud. El "avet xinès" (Cunninghamia lanceolata) es troba al sector septentrional, on creixen a elevacions més elevades pícees (Picea) i avets (Abies). En llocs com el puig Fanjing Shan, els cims estan coberts de boscos mixtos de l'Himàlaia, amb plantes com Tsuga chinensis, Acer campbellii, Rhododendron hypoglaucum, Enkianthus chinensis, Cirerer del Japó (Prunus serrulata) i Abies fanjingshanensis, una espècie només descoberta recentment i estretament relacionada amb les més comunes A. fargesii.

## Fauna
L'altiplà de Guizhou i les valls circumdants acullen vuit dels mamífers més rars de la Xina: el macaco d'Assam (Macaca assamensis), el langur de François (Trachypithecus francoisi), el rinopitec de Brelich (Rhinopithecus brelichi), la pantera nebulosa (Neofelis nebulosa), el lleopard (Panthera pardus), el tigre del sud de la Xina (Panthera tigris amoyensis), el sika (Cervus nippon) i el gòral vermell (Naemorhedus baileyi).
El rinopitec de Brelich viu només a la reserva natural nacional de Fanjing Shan, on es calcula que hi subsisteixen 300-500 individus. Fanjing Shan, una regió muntanyosa (altitud màxima 2575 m) situada a la part nord-oriental de l'ecoregió, és una zona molt important, ja que conserva un bosc intacte que s'estén per la major part dels seus 419 km² sobretot a altituds més elevades, també allotja altres espècies rares com la salamandra gegant de la Xina (Andrias davidianus) i l'arbre dels mocadors (Davidia involucrata). Fanjing Shan és també una Reserva de la Biosfera de la UNESCO.

## Dades sintètiques de l'ecoregió
| Geografia i Clima                | Geografia i Clima | Geografia i Clima | Biologia        | Biologia | Conservació         | Conservació        |
| -------------------------------- | ----------------- | ----------------- | --------------- | -------- | ------------------- | ------------------ |
| Codi                             | PA0101            | PA0101            | Tipus d'espècie | Nombre   | Estatus             | Crítica- En perill |
| Superfície de l'ecoregió         | 269132 km²        | 269132 km²        | Vegetals        | 3 500    | Àrees protegides    | 10,8 %             |
|                                  | Mínima            | Màxima            | Ocells          | 459      | Antropització       | 25,1 %             |
| Altitud (m)                      | 11                | 4685              | Mamífers        | 113      | Espècies amenaçades | 52                 |
| Precipitacions mitjanes mensuals | 8 mm              | 264 mm            | Esquamats       | 188      |                     |                    |
| Temperatures mitjanes mensuals   | 0 °C              | 29 °C             | Endèmiques      | 1        |                     |                    |
| Mitjana precipitació total anual | 1248 mm           | 1248 mm           |                 |          |                     |                    |